# تود روجرز
تود روجرز (بالإنجليزية: Todd Rogers)‏ (30 سبتمبر 1973 في الولايات المتحدة - ) هو لاعب كرة طائرة شاطئية ولاعب كرة طائرة الولايات المتحدة. شارك في الألعاب الأولمبية الصيفية 2008.

## وصلات خارجية
- تود روجرز على موقع الاتحاد الدولي beach volleyball database (الإنجليزية)
- تود روجرز على موقع قاعدة بيانات الكرة الطائرة الشاطئية (الإنجليزية)
- تود روجرز على موقع اللجنة الأولمبية الدولية (الإنجليزية)
- تود روجرز على موقع أوليمبيديا (الإنجليزية)
- تود روجرز على موقع اللجنة الأولمبية والبارالمبية الأمريكية (الإنجليزية)